# Marina Lewycka

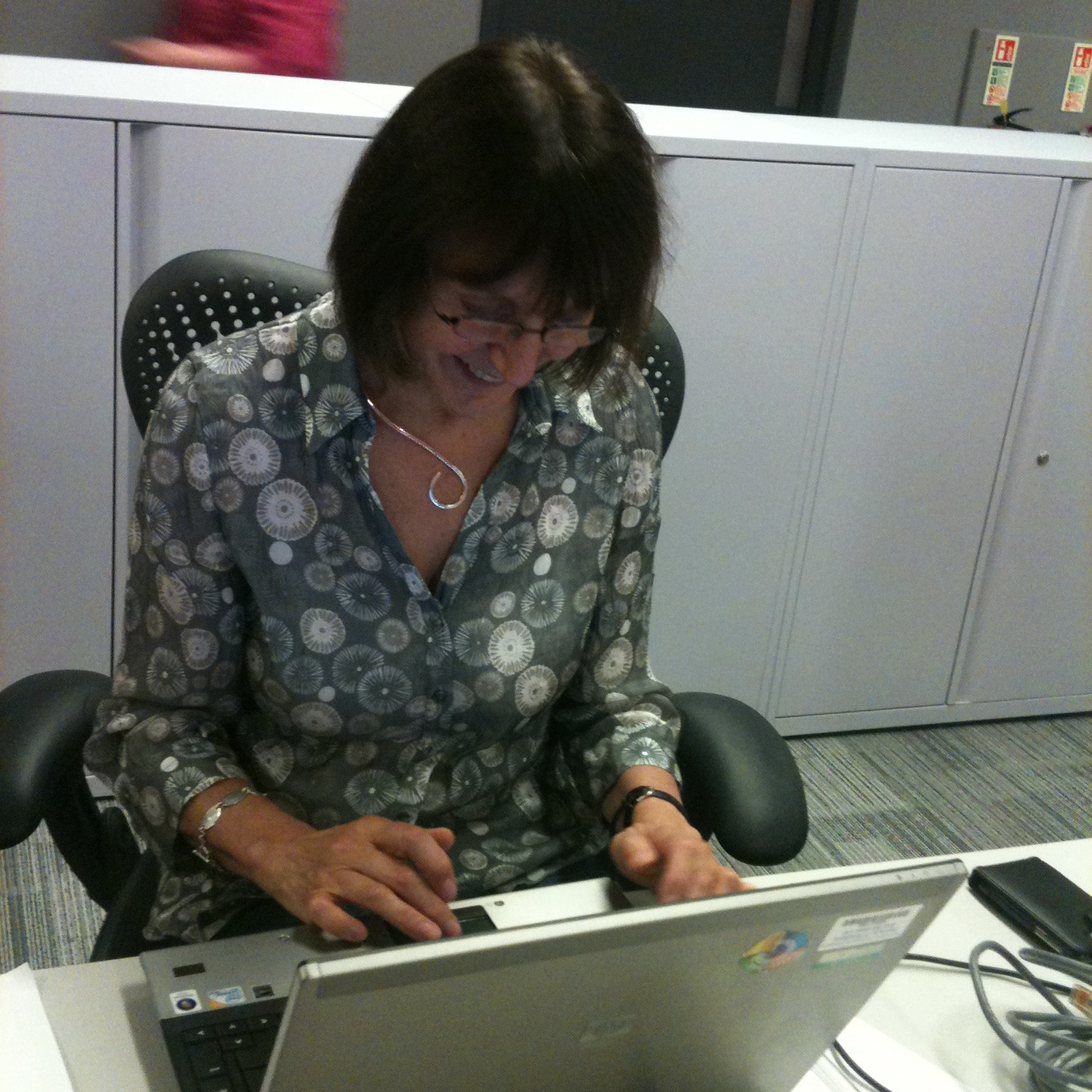
Marina Lewycka

Marina Lewycka (Kiel, 12 oktober 1946) is een Britse romanschrijver van Oekraïense afkomst.

## Vroege leven
Marina Lewycka werd na de Tweede Wereldoorlog geboren in een vluchtelingenkamp in Kiel. Haar familie verhuisde toen ze een baby was naar Engeland; ze woont nu in Sheffield, South Yorkshire. Ze studeerde in 1968 af in Engels en filosofie. Op latere leeftijd doorliep Lewicka een cursus creative writing, waar ze haar eerste roman schreef. In 2018 meldde Lewycka dat ze lijdt aan cerebellaire ataxie, een degeneratieve aandoening aan het centrale zenuwstelsel.

## Werken
In 2005, op haar 58ste, publiceerde Maryna Lewycka haar debuutroman A short history of tractors in the Ukrain (Een korte geschiedenis van de tractor in de Oekraïne) nadat het door 36 uitgevers was afgewezen. A short history of tractors in the Ukrain stond op de longlist van de Man Booker Prize 2005  en op de shortlist van de Orange Prize for Fiction 2005. De roman is vertaald in 35 talen, waaronder het Nederlands. Na haar debuut schreef ze nog meer romans, waarvan er twee in het Nederlands zijn vertaald. Haar tweede roman Two Caravans stond op de shortlist voor de the Orwell Prize for political writing in 2008.